# Гайо-Луес (регентство)
Регентство Гайо Луес (індонез. Kabupaten Gayo Lues) — регентство в спеціальному регіоні Ачех в Індонезії. Він розташований на острові Суматра. Регентство було створено в 2002 році відповідно до Статуту UU 4/2002 з північної частини Ачех Тенггара (Південно-Східне Регентство Ачех). Його столиця — Блангкейрен. Регентство займає площу 5 549,91 квадратних кілометрів і має населення 79 560 за переписом 2010 року та 99 532 за переписом 2020 року. Разом із регентством Центральний Ачех і регентством Бенер Меріа тут проживає народ Гайо.
90% жителів заробляють на життя сільським господарством. Продукти включають перець чилі, тютюн, каву та лемонграсс, рибу, рис, свічковий горіх, патакулі, кокос, ваніль, капок, шоколад, цукрову тростину, імбир, гвоздику, касслеверу, куркуму та цукрову пальму. Повідомляється, що лісозаготівля є основною проблемою в регіоні, який є найменш населеним районом провінції з менш ніж 2% від загального населення.

## Адміністративні райони
Регентство адміністративно поділено на одинадцять округів (кечатамани), перераховані нижче з їхніми територіями та населенням за переписом 2010 року та переписом 2020 року. Таблиця також містить розташування районних адміністративних центрів і кількість сіл (сільських деса та міських келураган) у кожному районі.
| Назва          | Площа в км 2 | Населення у 2010 році | Населення у 2020 році | Адмін центр      | Клк. сіл |
| -------------- | ------------ | --------------------- | --------------------- | ---------------- | -------- |
| Кута Панджанг  | 269,53       | 7330                  | 9,365                 | Кута Панджанг    | 12       |
| Бланг Джеранго | 382,42       | 6,379                 | 7,355                 | Бунтул Гемуянг   | 10       |
| Blangkejeren   | 166,06       | 24,434                | 31,180                | Blangkejeren     | 22       |
| Путрі Бетунг   | 996,85       | 6,607                 | 9,142                 | Гумпанг          | 13       |
| Дабун Геланг   | 444,71       | 5,277                 | 6,773                 | Бадак Бур Джампе | 11       |
| Бланг Пегайон  | 272,18       | 5,099                 | 6,406                 | Сінта Маджу      | 12       |
| Пінінг         | 1350,09      | 4320                  | 5,112                 | Пінінг           | 9        |
| Рікіт Гайб     | 264,08       | 3770                  | 4,525                 | Бунтул Гемуя     | 13       |
| Пантан Куака   | 295,06       | 3,481                 | 4,338                 | кенійська        | 11       |
| Терангун       | 671,80       | 7,953                 | 9,551                 | Терангун         | 25       |
| Трипе Джая     | 437,13       | 4,910                 | 5,785                 | Реребе           | 10       |
| Підсумки       | 5549,91      | 79 560                | 99,532                | Blangkejeren     | 159      |